# Bruno Conti
Bruno Conti (Nettuno, 13 marzo 1955) è un ex calciatore, allenatore di calcio e dirigente sportivo italiano, di ruolo attaccante, coordinatore del settore giovanile della Roma.
Considerato tra le più forti ali destre del calcio italiano dal secondo dopoguerra, è stato campione del mondo con la nazionale italiana nel 1982. Ha legato il proprio nome a quello della Roma con cui disputò quasi tutta la carriera (eccetto due campionati con il Genoa in Serie B) tra il 1973 e il 1991, indossando sempre la sua maglia numero sette. Difese i colori giallorossi per sedici campionati, segnando un totale di 47 reti. Insieme ad Ancelotti, Di Bartolomei, Falcao, Pruzzo e Tancredi, ha fatto parte del nucleo storico della squadra che nel 1982-1983 conquistò il secondo scudetto giallorosso e che nel 1983-1984 raggiunse la finale di Coppa dei Campioni: sempre con la casacca romanista ha vinto cinque Coppe Italia e, a livello giovanile, due Campionati e una Coppa Italia Primavera.
Terminata la carriera agonistica, ha intrapreso quella dirigenziale entrando nei quadri della Roma, con responsabilità prettamente sul settore giovanile giallorosso.

## Biografia

Conti e il figlio Daniele nel 1991

È nativo di Nettuno, definita la città del baseball in quanto sede dell'omonimo club, il più titolato d'Italia. In ragione di ciò, prima di optare definitivamente per il calcio fu anche un giocatore di baseball, del quale in gioventù era considerato una delle promesse più fulgide: all'età di 13 anni i dirigenti del Santa Monica erano pronti a offrirgli una borsa di studio per gli Stati Uniti d'America onde valorizzarne il talento, ma i suoi genitori si opposero. Con la formazione nettunese fece un'apparizione nella massima serie nell'annata 1969.
In giovane età venne scartato da Helenio Herrera durante un provino per l'Inter perché considerato troppo basso di statura.
Ha due figli, Daniele e Andrea, entrambi diventati a loro volta calciatori professionisti.
A lui è stato simpaticamente dedicato un libro, che poi è anche la sua prima biografia, dal titolo Essere Bruno Conti, scritta da Gabriella Greison. Nel 2022 ha pubblicato l'autobiografia Un gioco da ragazzi, scritta con il giornalista Giammarco Menga. Ha inoltre curato le prefazioni ai libri Unico Grande Amore. Storie di romanisti in trasferta di Giuseppe Carlotti (2011), Rossi, Rossi, Rossi di Giorgio Martino (2021) e Il miglior mondiale della nostra vita (reloaded). Storia e storie del trionfo azzurro al Mondiale di Spagna '82 di Emilio Targia (2022).

## Caratteristiche tecniche
Conti era un giocatore tecnicamente dotato, abile nel saltare l'uomo e servire assist ai compagni di squadra. Molto rapido, prediligeva giocare sulla fascia destra pur essendo mancino.

## Carriera

### Giocatore

#### Club

##### Gli inizi, il debutto nella Roma e gli anni al Genoa

Conti al Genoa nella stagione 1978-1979

Cresce nelle giovanili del Nettuno, dove è nato, e dell'Anzio, prima di approdare alla Roma.
Voluto nella capitale dal segretario giallorosso Camillo Anastasi, nell'occasione anche talent scout, i primi tempi nel vivaio romanista sono tuttavia difficili per Conti, più che altro per un fisico giudicato non consono a una futura carriera ad alti livelli: le sue indubbie doti tecniche gli permettono di uscire alla distanza, e con la squadra Primavera vincerà due Scudetti consecutivi, nel 1972-1973 e nel 1973-1974, e una Coppa Italia nell'edizione 1973-1974. Notato dal tecnico della prima squadra, Nils Liedholm, questi lo fa esordire da professionista il 10 febbraio 1974, a 19 anni, all'Olimpico di Roma nello 0-0 contro il Torino. Purtroppo per Conti, il suo debutto cade nel pieno della sfortunata epoca della Rometta, dove riesce comunque a destare attenzione per via della sua eccellente tecnica.
Dopo altre sporadiche presenze nel campionato seguente, per la stagione 1975-1976 viene mandato in prestito al Genoa, dove disputa da titolare un ottimo torneo di Serie B e durante il quale forma un affiatato duo col futuro bomber romanista Roberto Pruzzo. L'estate seguente Liedholm decide di riportarlo a Roma, e Conti ripaga tale fiducia nel biennio successivo. Nell'estate 1978, però, il Genoa lo richiede indietro nell'ambito dell'operazione che porta Pruzzo nella capitale: la giovane ala disputa quindi un nuovo torneo cadetto, nel quale stavolta non brilla particolarmente, prima del definitivo ritorno a Roma a partire dalla stagione 1979-1980, divenendo ben presto un beniamino dei tifo giallorosso.

##### Ritorno a Roma
Nel campionato 1982-1983 coglie con la Roma lo Scudetto, il secondo per la società capitolina, a quarantuno anni dal precedente; per il tornante è tuttavia un'annata in tono minore, nella quale risente più di altri delle fatiche derivate dal precedente campionato del mondo 1982, ma dove rimane comunque tra gli uomini-simbolo della squadra campione. L'anno seguente arriva invece quella che è forse la maggiore delusione della carriera, la finale di Coppa dei Campioni persa all'Olimpico contro il Liverpool, e dove, nel decisivo epilogo ai tiri di rigore, proprio Conti insieme a Francesco Graziani sbagliano i penalty decisivi.

Conti in maglia romanista nella stagione 1986-1987

In giallorosso, dopo la partenza di Liedholm, incontra qualche difficoltà col nuovo tecnico Sven-Göran Eriksson, pur accettando ogni decisione dello svedese – compresa la revoca della fascia di capitano – senza mai polemizzare. Nella sua ultima stagione di attività, quella del 1990-1991, giocò una sola sfida, l'andata degli ottavi di finale della Coppa UEFA, il 28 novembre 1990, in cui entrò in campo all'80'; nel resto dell'annata non disputerà più alcun incontro, ritirandosi al termine della stessa. Alla sua partita di addio all'Olimpico, il 23 maggio 1991, ci furono oltre 80 000 paganti, più di quelli della finale di ritorno della Coppa UEFA disputatasi nello stesso impianto, il giorno prima, tra i giallorossi e Inter, vinta dai nerazzurri.
Da tutti i tifosi giallorossi è ricordato come il Sindaco de Roma. Oltre al succitato Scudetto, Conti annovera in maglia giallorossa la vittoria di cinque Coppe Italia tra il 1980 e il 1991. A riprova del suo ruolo di rilievo nella storia del club, il 20 settembre 2012 è stato tra i primi 11 giocatori ad essere inserito nella neonata hall of fame romanista.

#### Nazionale
Esordì nella nazionale azzurra di Enzo Bearzot nel 1980 e vi giocò per 47 volte, segnando 5 reti. È considerato il "figlioccio" di Franco Causio, in quanto in Nazionale ha raccolto la pesante eredità del Barone, titolare negli azzurri per ben nove anni.
Campione del mondo a Spagna 1982, con le sue prestazioni risultò decisivo nella vittoria azzurra, tanto da venire giudicato tra i migliori elementi della manifestazione – addirittura «il più forte del mondo» a detta di Pelé –, guadagnandosi inoltre il soprannome di MaraZico da una crasi tra Maradona e Zico, i due calciatori più popolari di quel mundial. Andò in gol, insolitamente di destro malgrado fosse mancino, con un tiro da fuori area nella sfida del girone di qualificazione contro il Perù; in seguito, nella finale contro la Germania Ovest, dopo la sua ammonizione per un fallo su Karlheinz Förster al 25', subì il fallo del rigore poi fallito da Antonio Cabrini, partecipò all'azione del momentaneo 2-0 di Marco Tardelli e creò le condizioni per la terza rete azzurra recuperando palla sulla linea di centrocampo e lanciando Alessandro Altobelli verso la porta.

Conti in maglia azzurra nel 1982; sullo sfondo, Alessandro Altobelli.

Divenuto nel frattempo tra i senatori del gruppo azzurro, rimase in nazionale fino al campionato del mondo 1986, giocando l'ultima partita in occasione della sconfitta italiana agli ottavi di finale contro la Francia; al termine del torneo messicano chiude la sua carriera in azzurro.

### Dopo il ritiro
Si è ritirato dal mondo del calcio professionistico nel 1991. Nell'immediato è nominato allenatore delle squadre giovanili della Roma, di cui assume nel 1994 il ruolo di responsabile del settore giovanile.
Dal 14 marzo al 30 giugno 2005, dopo le dimissioni del tecnico Luigi Delneri ha guidato ad interim la prima squadra giallorossa, portandola in finale di Coppa Italia e garantendole l'accesso alla Coppa UEFA. Al termine della stagione torna nei ranghi dirigenziali del club capitolino in qualità di responsabile dell'area tecnica della prima squadra e del settore giovanile, concentrandosi in seguito totalmente su quest'ultimo incarico che ricopre fino all'aprile del 2016, quando gli subentra Massimo Tarantino; contestualmente gli viene affidato il ruolo di ambasciatore del club giallorosso.
Dall'estate 2021, con l'arrivo di Vincenzo Vergine alla guida del vivaio romanista, Conti passa a occuparsi del coordinamento tecnico delle squadre giovanili, nell'immediato di quelle che vanno dall'Under-11 all'Under-16 e dall'anno seguente di quelle che vanno dall'Under-10 all'Under-14.
Nel 2022 apre un centro sportivo nella natìa Nettuno.
Il 20 agosto 2023, in seguito alle squalifiche dell'allenatore della Roma José Mourinho e del suo vice Salvatore Foti, Conti torna sulla panchina della prima squadra affiancando Stefano Rapetti (sprovvisto del patentino per allenare in Serie A) nella prima giornata della stagione 2023-2024, nel pareggio interno per 2-2 contro la Salernitana.

## Statistiche

### Presenze e reti nei club
| Stagione        | Squadra         | Campionato      | Campionato | Campionato | Coppe nazionali | Coppe nazionali | Coppe nazionali | Coppe continentali | Coppe continentali | Coppe continentali | Altre coppe | Altre coppe | Altre coppe | Totale | Totale |
| Stagione        | Squadra         | Comp            | Pres       | Reti       | Comp            | Pres            | Reti            | Comp               | Pres               | Reti               | Comp        | Pres        | Reti        | Pres   | Reti   |
| --------------- | --------------- | --------------- | ---------- | ---------- | --------------- | --------------- | --------------- | ------------------ | ------------------ | ------------------ | ----------- | ----------- | ----------- | ------ | ------ |
| 1973-1974       | Roma            | A               | 1          | 0          | CI              | 0               | 0               | -                  | -                  | -                  | -           | -           | -           | 1      | 0      |
| 1974-1975       | Roma            | A               | 3          | 0          | CI              | 3               | 0               | -                  | -                  | -                  | -           | -           | -           | 6      | 0      |
| 1975-1976       | Genoa           | B               | 36         | 3          | CI              | 6               | 0               | -                  | -                  | -                  | -           | -           | -           | 42     | 3      |
| 1976-1977       | Roma            | A               | 29         | 2          | CI              | 0               | 0               | -                  | -                  | -                  | -           | -           | -           | 29     | 2      |
| 1977-1978       | Roma            | A               | 17         | 2          | CI              | 4               | 0               | -                  | -                  | -                  | CE          | 0           | 0           | 21     | 2      |
| 1978-1979       | Genoa           | B               | 32         | 1          | CI              | 4               | 1               | -                  | -                  | -                  | -           | -           | -           | 36     | 2      |
| Totale Genoa    | Totale Genoa    | Totale Genoa    | 68         | 4          |                 | 10              | 1               |                    | -                  | -                  |             | -           | -           | 78     | 5      |
| 1979-1980       | Roma            | A               | 28         | 3          | CI              | 9               | 1               | -                  | -                  | -                  | -           | -           | -           | 37     | 4      |
| 1980-1981       | Roma            | A               | 27         | 5          | CI              | 6               | 0               | CdC                | 4                  | 0                  | TC          | 0           | 0           | 37     | 5      |
| 1981-1982       | Roma            | A               | 26         | 8          | CI              | 1               | 0               | CdC                | 2                  | 0                  | -           | -           | -           | 29     | 8      |
| 1982-1983       | Roma            | A               | 26         | 3          | CI              | 7               | 0               | CU                 | 7                  | 0                  | -           | -           | -           | 40     | 3      |
| 1983-1984       | Roma            | A               | 27         | 7          | CI              | 7               | 2               | CC                 | 9                  | 1                  | -           | -           | -           | 43     | 10     |
| 1984-1985       | Roma            | A               | 22         | 1          | CI              | 1               | 0               | CdC                | 5                  | 0                  | -           | -           | -           | 28     | 1      |
| 1985-1986       | Roma            | A               | 24         | 2          | CI              | 7               | 0               | -                  | -                  | -                  | -           | -           | -           | 31     | 2      |
| 1986-1987       | Roma            | A               | 23         | 1          | CI              | 5               | 1               | CdC                | 0                  | 0                  | -           | -           | -           | 28     | 2      |
| 1987-1988       | Roma            | A               | 16         | 0          | CI              | 6               | 0               | -                  | -                  | -                  | -           | -           | -           | 22     | 0      |
| 1988-1989       | Roma            | A               | 14         | 1          | CI              | 7               | 3               | CU                 | 6                  | 2                  | -           | -           | -           | 27     | 6      |
| 1989-1990       | Roma            | A               | 21         | 2          | CI              | 1               | 0               | -                  | -                  | -                  | -           | -           | -           | 22     | 2      |
| 1990-1991       | Roma            | A               | 0          | 0          | CI              | 0               | 0               | CU                 | 1                  | 0                  | -           | -           | -           | 1      | 0      |
| Totale Roma     | Totale Roma     | Totale Roma     | 304        | 37         |                 | 64              | 7               |                    | 34                 | 3                  |             | 0           | 0           | 402    | 47     |
| Totale carriera | Totale carriera | Totale carriera | 372        | 41         |                 | 74              | 8               |                    | 34                 | 3                  |             | 0           | 0           | 480    | 52     |

### Cronologia presenze e reti in nazionale
| Cronologia completa delle presenze e delle reti in nazionale ― Italia | Cronologia completa delle presenze e delle reti in nazionale ― Italia | Cronologia completa delle presenze e delle reti in nazionale ― Italia | Cronologia completa delle presenze e delle reti in nazionale ― Italia | Cronologia completa delle presenze e delle reti in nazionale ― Italia | Cronologia completa delle presenze e delle reti in nazionale ― Italia | Cronologia completa delle presenze e delle reti in nazionale ― Italia | Cronologia completa delle presenze e delle reti in nazionale ― Italia |
| Data                                                                  | Città                                                                 | In casa                                                               | Risultato                                                             | Ospiti                                                                | Competizione                                                          | Reti                                                                  | Note                                                                  |
| --------------------------------------------------------------------- | --------------------------------------------------------------------- | --------------------------------------------------------------------- | --------------------------------------------------------------------- | --------------------------------------------------------------------- | --------------------------------------------------------------------- | --------------------------------------------------------------------- | --------------------------------------------------------------------- |
| 11-10-1980                                                            | Lussemburgo                                                           | Lussemburgo                                                           | 0 – 2                                                                 | Italia                                                                | Qual. Mondiali 1982                                                   | -                                                                     | 66’                                                                   |
| 1-11-1980                                                             | Roma                                                                  | Italia                                                                | 2 – 0                                                                 | Danimarca                                                             | Qual. Mondiali 1982                                                   | -                                                                     |                                                                       |
| 15-11-1980                                                            | Torino                                                                | Italia                                                                | 2 – 0                                                                 | Jugoslavia                                                            | Qual. Mondiali 1982                                                   | 1                                                                     |                                                                       |
| 6-12-1980                                                             | Atene                                                                 | Grecia                                                                | 0 – 2                                                                 | Italia                                                                | Qual. Mondiali 1982                                                   | -                                                                     |                                                                       |
| 3-1-1981                                                              | Montevideo                                                            | Uruguay                                                               | 2 – 0                                                                 | Italia                                                                | Mundialito - 1º turno                                                 | -                                                                     |                                                                       |
| 6-1-1981                                                              | Montevideo                                                            | Paesi Bassi                                                           | 1 – 1                                                                 | Italia                                                                | Mundialito - 1º turno                                                 | -                                                                     | 46’                                                                   |
| 25-2-1981                                                             | Roma                                                                  | Italia                                                                | 0 – 3                                                                 | Europa                                                                | Amichevole                                                            | -                                                                     |                                                                       |
| 3-6-1981                                                              | Copenaghen                                                            | Danimarca                                                             | 3 – 1                                                                 | Italia                                                                | Qual. Mondiali 1982                                                   | -                                                                     | 14’                                                                   |
| 23-9-1981                                                             | Bologna                                                               | Italia                                                                | 3 – 2                                                                 | Bulgaria                                                              | Amichevole                                                            | -                                                                     |                                                                       |
| 17-10-1981                                                            | Belgrado                                                              | Jugoslavia                                                            | 1 – 1                                                                 | Italia                                                                | Qual. Mondiali 1982                                                   | -                                                                     |                                                                       |
| 14-11-1981                                                            | Torino                                                                | Italia                                                                | 1 – 1                                                                 | Grecia                                                                | Qual. Mondiali 1982                                                   | 1                                                                     | 74’ 85’                                                               |
| 23-2-1982                                                             | Parigi                                                                | Francia                                                               | 2 – 0                                                                 | Italia                                                                | Amichevole                                                            | -                                                                     |                                                                       |
| 14-4-1982                                                             | Lipsia                                                                | Germania Est                                                          | 1 – 0                                                                 | Italia                                                                | Amichevole                                                            | -                                                                     |                                                                       |
| 14-6-1982                                                             | Vigo                                                                  | Italia                                                                | 0 – 0                                                                 | Polonia                                                               | Mondiali 1982 - 1º turno                                              | -                                                                     |                                                                       |
| 18-6-1982                                                             | Vigo                                                                  | Italia                                                                | 1 – 1                                                                 | Perù                                                                  | Mondiali 1982 - 1º turno                                              | 1                                                                     |                                                                       |
| 23-6-1982                                                             | Vigo                                                                  | Italia                                                                | 1 – 1                                                                 | Camerun                                                               | Mondiali 1982 - 1º turno                                              | -                                                                     |                                                                       |
| 29-6-1982                                                             | Barcellona                                                            | Italia                                                                | 2 – 1                                                                 | Argentina                                                             | Mondiali 1982 - 2º turno                                              | -                                                                     |                                                                       |
| 5-7-1982                                                              | Barcellona                                                            | Italia                                                                | 3 – 2                                                                 | Brasile                                                               | Mondiali 1982 - 2º turno                                              | -                                                                     |                                                                       |
| 8-7-1982                                                              | Barcellona                                                            | Italia                                                                | 2 – 0                                                                 | Polonia                                                               | Mondiali 1982 - Semifinale                                            | -                                                                     |                                                                       |
| 11-7-1982                                                             | Madrid                                                                | Italia                                                                | 3 – 1                                                                 | Germania Ovest                                                        | Mondiali 1982 - Finale                                                | -                                                                     | 31’                                                                   |
| 27-10-1982                                                            | Roma                                                                  | Italia                                                                | 0 – 1                                                                 | Svizzera                                                              | Amichevole                                                            | -                                                                     |                                                                       |
| 13-11-1982                                                            | Milano                                                                | Italia                                                                | 2 – 2                                                                 | Cecoslovacchia                                                        | Qual. Euro 1984                                                       | -                                                                     |                                                                       |
| 4-12-1982                                                             | Firenze                                                               | Italia                                                                | 0 – 0                                                                 | Romania                                                               | Qual. Euro 1984                                                       | -                                                                     |                                                                       |
| 16-4-1983                                                             | Bucarest                                                              | Romania                                                               | 1 – 0                                                                 | Italia                                                                | Qual. Euro 1984                                                       | -                                                                     |                                                                       |
| 29-5-1983                                                             | Göteborg                                                              | Svezia                                                                | 2 – 0                                                                 | Italia                                                                | Qual. Euro 1984                                                       | -                                                                     |                                                                       |
| 5-10-1983                                                             | Bari                                                                  | Italia                                                                | 3 – 0                                                                 | Grecia                                                                | Amichevole                                                            | -                                                                     |                                                                       |
| 15-10-1983                                                            | Napoli                                                                | Italia                                                                | 0 – 3                                                                 | Svezia                                                                | Qual. Euro 1984                                                       | -                                                                     |                                                                       |
| 22-12-1983                                                            | Perugia                                                               | Italia                                                                | 3 – 1                                                                 | Cipro                                                                 | Qual. Euro 1984                                                       | -                                                                     | 60’                                                                   |
| 4-2-1984                                                              | Roma                                                                  | Italia                                                                | 5 – 0                                                                 | Messico                                                               | Amichevole                                                            | 1                                                                     |                                                                       |
| 3-3-1984                                                              | Istanbul                                                              | Turchia                                                               | 1 – 2                                                                 | Italia                                                                | Amichevole                                                            | -                                                                     |                                                                       |
| 7-4-1984                                                              | Verona                                                                | Italia                                                                | 1 – 1                                                                 | Cecoslovacchia                                                        | Amichevole                                                            | -                                                                     |                                                                       |
| 22-5-1984                                                             | Zurigo                                                                | Germania Ovest                                                        | 1 – 0                                                                 | Italia                                                                | Amichevole                                                            | -                                                                     |                                                                       |
| 26-9-1984                                                             | Milano                                                                | Italia                                                                | 1 – 0                                                                 | Svezia                                                                | Amichevole                                                            | -                                                                     | 15’                                                                   |
| 3-11-1984                                                             | Losanna                                                               | Svizzera                                                              | 1 – 1                                                                 | Italia                                                                | Amichevole                                                            | -                                                                     | 62’                                                                   |
| 8-12-1984                                                             | Pescara                                                               | Italia                                                                | 2 – 0                                                                 | Polonia                                                               | Amichevole                                                            | -                                                                     | 70’                                                                   |
| 5-2-1985                                                              | Dublino                                                               | Irlanda                                                               | 1 – 2                                                                 | Italia                                                                | Amichevole                                                            | -                                                                     | 72’                                                                   |
| 13-3-1985                                                             | Atene                                                                 | Grecia                                                                | 0 – 0                                                                 | Italia                                                                | Amichevole                                                            | -                                                                     |                                                                       |
| 3-4-1985                                                              | Ascoli Piceno                                                         | Italia                                                                | 2 – 0                                                                 | Portogallo                                                            | Amichevole                                                            | 1                                                                     |                                                                       |
| 2-6-1985                                                              | Città del Messico                                                     | Messico                                                               | 1 – 1                                                                 | Italia                                                                | Amichevole                                                            | -                                                                     | 64’                                                                   |
| 6-6-1985                                                              | Città del Messico                                                     | Italia                                                                | 2 – 1                                                                 | Inghilterra                                                           | Amichevole                                                            | -                                                                     | 46’                                                                   |
| 25-9-1985                                                             | Lecce                                                                 | Italia                                                                | 1 – 2                                                                 | Norvegia                                                              | Amichevole                                                            | -                                                                     | 66’                                                                   |
| 5-2-1986                                                              | Avellino                                                              | Italia                                                                | 1 – 2                                                                 | Germania Ovest                                                        | Amichevole                                                            | -                                                                     | 46’                                                                   |
| 11-5-1986                                                             | Napoli                                                                | Italia                                                                | 2 – 0                                                                 | Cina                                                                  | Amichevole                                                            | -                                                                     | 62’                                                                   |
| 31-5-1986                                                             | Città del Messico                                                     | Italia                                                                | 1 – 1                                                                 | Bulgaria                                                              | Mondiali 1986 - 1º turno                                              | -                                                                     | 66’                                                                   |
| 5-6-1986                                                              | Puebla                                                                | Italia                                                                | 1 – 1                                                                 | Argentina                                                             | Mondiali 1986 - 1º turno                                              | -                                                                     | 65’                                                                   |
| 10-6-1986                                                             | Puebla                                                                | Italia                                                                | 3 – 2                                                                 | Corea del Sud                                                         | Mondiali 1986 - 1º turno                                              | -                                                                     |                                                                       |
| 17-6-1986                                                             | Città del Messico                                                     | Francia                                                               | 2 – 0                                                                 | Italia                                                                | Mondiali 1986 - Ottavi di finale                                      | -                                                                     |                                                                       |
| Totale                                                                |                                                                       | Presenze (53º posto)                                                  | 47                                                                    |                                                                       | Reti                                                                  | 5                                                                     |                                                                       |

### Statistiche da allenatore
Statistiche aggiornate al 30 giugno 2005.
| Stagione        | Squadra         | Campionato      | Campionato | Campionato | Campionato | Campionato | Coppe nazionali | Coppe nazionali | Coppe nazionali | Coppe nazionali | Coppe nazionali | Coppe continentali | Coppe continentali | Coppe continentali | Coppe continentali | Coppe continentali | Altre coppe | Altre coppe | Altre coppe | Altre coppe | Altre coppe | Totale | Totale | Totale | Totale | % Vittorie |
| Stagione        | Squadra         | Comp            | G          | V          | N          | P          | Comp            | G               | V               | N               | P               | Comp               | G                  | V                  | N                  | P                  | Comp        | G           | V           | N           | P           | G      | V      | N      | P      | %          |
| --------------- | --------------- | --------------- | ---------- | ---------- | ---------- | ---------- | --------------- | --------------- | --------------- | --------------- | --------------- | ------------------ | ------------------ | ------------------ | ------------------ | ------------------ | ----------- | ----------- | ----------- | ----------- | ----------- | ------ | ------ | ------ | ------ | ---------- |
| mar.-giu. 2005  | Roma            | A               | 10         | 1          | 4          | 5          | CI              | 5               | 1               | 1               | 3               | UCL                | -                  | -                  | -                  | -                  | -           | -           | -           | -           | -           | 15     | 2      | 5      | 8      | 13,33      |
| Totale carriera | Totale carriera | Totale carriera | 10         | 1          | 4          | 5          |                 | 5               | 1               | 1               | 3               |                    | -                  | -                  | -                  | -                  |             | -           | -           | -           | -           | 15     | 2      | 5      | 8      | 13,33      |

## Palmarès

Conti, accanto al presidente Sandro Pertini, bacia la Coppa del Mondo vinta dall'Italia nel 1982.

### Club

#### Competizioni giovanili
- Campionato Primavera: 2

Roma: 1972-1973, 1973-1974
- Coppa Italia Primavera: 1

Roma: 1973-1974

#### Competizioni nazionali
- Campionato italiano di Serie B: 1

Genoa: 1975-1976
- Coppa Italia: 5

Roma: 1979-1980, 1980-1981, 1983-1984, 1985-1986, 1990-1991
- Campionato italiano: 1

Roma: 1982-1983

### Nazionale
- Campionato mondiale: 1

Spagna 1982

### Individuale
- All Star Team del Mondiale: 1

Spagna 1982
- Inserito nella Hall of Fame del calcio italiano nella categoria Veterano italiano

2017

## Opere
- Un gioco da ragazzi, con Giammarco Menga, Rizzoli, 2022, ISBN 9788817161879.